# Abriès
Abriès est une ancienne commune française située dans le département des Hautes-Alpes, en région Provence-Alpes-Côte d'Azur. Devenue en 2019 commune déléguée de la nouvelle entité d'Abriès-Ristolas, elle fait partie du parc naturel régional du Queyras et se trouve aux portes de la réserve naturelle de la haute vallée du Guil.
Ses habitants sont appelés les Abriessois(es) ou les « trippés longés ».

## Géographie

### Situation
Abriès est située dans le département des Hautes-Alpes, dans la région Provence-Alpes-Côte d'Azur. Située dans le Queyras au confluent des torrents du Guil et du Bouchet, à 30 km de Guillestre, Abriès est une station de ski alpin et de ski de fond. La commune fait par ailleurs partie du Parc régional du Queyras.

### Lieux-dits et écarts

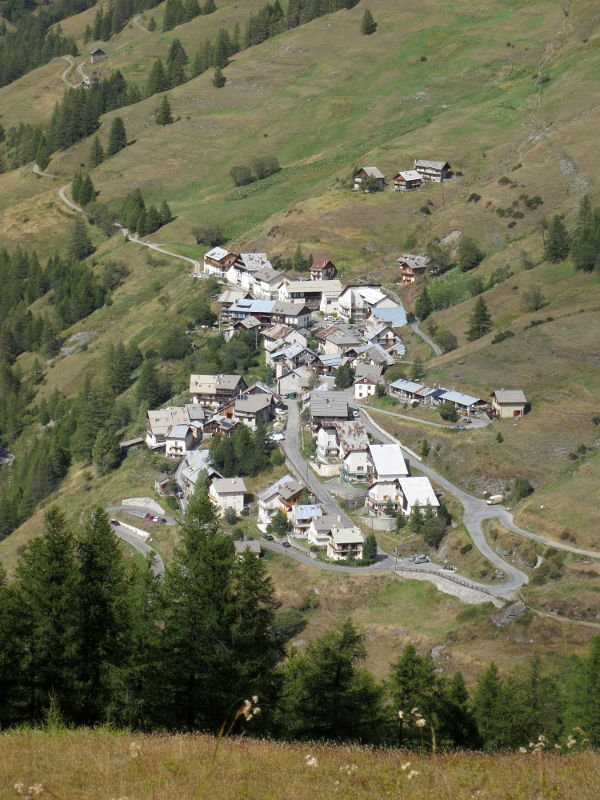
Vue du hameau du Roux.

Abriès compte de nombreux hameaux, pour certains abandonnés aujourd'hui (le Cros, le Villard, la Montette, le Varenc, etc.) et d'autres en parti réhabilités en maisons d'été (le Tirail, Malrif, Pra Roubaud, etc.). Aujourd’hui, seul le hameau du Roux est habité en permanence, avec 52 habitants au 1er janvier 2013, Vapréveyre est un village d'été et abrite un camping communal.

### Communes limitrophes
En remontant la vallée du Guil, se trouvent avant d'arriver à Abriès les communes d'Aiguilles, puis celle de Ristolas d'où partent les sentiers menant au mont Viso qui culmine à 3 841 m. Abriès est par ailleurs limitrophe, au nord-ouest, de la commune de Cervières dans le Briançonnais, au nord, et en Italie de Cesana Torinese (valle del Thuras) et Sauze di Cesana (val della Ripa), à l'est, de Prali (val Germanasca) et Bobbio Pellice (valle Pellice).

## Toponymie
Le nom de la localité est attesté sous les formes Abrii vers 1110, Villa Abrarium en 1311. Issu du latin aper, signifiant "sanglier", il s'agit probablement d'un surnom d'homme, avec le suffixe *-arium qui indique la propriété.
En dérive la forme Abrièr en alpin.

## Histoire
L'histoire d'Abriès, du XVIe siècle à la fin du XVIIIe siècle, est établie par une historienne et anthropologue nord-américaine, Mme Harriet Rosenberg, auteur d'une thèse intitulée A Negociated World soit « Un monde de compromis »), publiée par les University of Toronto Press en 1988 et qui porte comme sous-titre « Three Centuries of Change in a French Alpine Community » (soit « trois siècles de changement dans une communauté des Alpes françaises »).
Abriès, comme le Queyras, fut probablement un lieu de passage dans l'Antiquité, comme l'attesterait la présence de fibule sur la commune de Ristolas à La Monta. Il semble qu'une population se soit établie de façon permanente à Abriès à compter du XIe siècle ou du XIIe siècle. Les cartulaires des XIIe siècle et XIIIe siècle mentionnent les noms Abrii et Villa (la ferme ou le domaine) Abriarum (cf. le Dictionnaire topographique des Hautes-Alpes, Joseph Roman, fin XIXe siècle). Dans un autre de ses ouvrages, intitulé Tableau historique des Hautes-Alpes (2 volumes, 1887) et qui est, dans le tome II, un inventaire détaillé des archives du département, du VIe siècle à la fin du XVe siècle, Joseph Roman établit que la plus ancienne mention du nom Abriès, en dehors des cartulaires, date de 1259 : c'est une « charte de privilèges » accordée par le Dauphin Guigues aux citoyens d'Abriès. Les privilèges dont ces citoyens jouissent désormais sont de deux ordres : ils sont placés sous la sauvegarde du Dauphin quand ils se rendent à Briançon et en reviennent ; et tous les mercredis, est créé un marché à Abriès, avec exemption de toute redevance pour les habitants et obligation faite à tous les gens du Queyras de s'y rendre, « au moins un par maison et de ne rien vendre sans l'avoir offert à ce marché ».
De fait, Abriès entre dans l'histoire du Queyras et du Dauphiné comme un lieu d'échanges et de transactions, qui a été longtemps assez dynamique et a assuré la prospérité de cette communauté pendant plusieurs siècles - ce qui explique qu'il y ait encore dans cette petite commune, d'environ 350 habitants, de très nombreux commerces et que les habitants d'Abriès, quand ils ont quitté leur village, à partir de 1830, se soient spécialisés en Provence dans le commerce.
Abriès a été, comme tout le Queyras, le théâtre de conflits armés pendant plusieurs années, après 1562, au moment des guerres de religion. Ces conflits ont vu la victoire des armées protestantes, de sorte que le Queyras, et Abriès, ont été pendant près d'un siècle majoritairement protestants. Les érudits locaux estiment que les protestants représentaient entre 60 et 80 % de la population de la commune, le protestantisme commençant à refluer en 1660. C'est pourquoi la Révocation de l'Edit de Nantes, en 1685, a été un drame pour beaucoup d'habitants : certains revenant sincèrement au catholicisme, d'autres s'y convertissant de façade, d'autres enfin préférant quitter leur maison, franchir la frontière par le col des Thures, tout proche, et se réfugier en Suisse et en Allemagne. Ce drame est raconté par un historien allemand, Eugen Bellon, descendant d'un protestant d'Abriès, dans Dispersés à tous vents (Société d'études des Hautes-Alpes, Gap).
En 1689, la Savoie et différents pays, qui s'allient dans la Ligue d'Augsbourg, déclarent la guerre à la France. Une armée française, commandée par Catinat, cantonne alors dans le Queyras, pour défendre les frontières, tandis que la Savoie arme les vaudois, alliés aux protestants, établis dans la vallée italienne du Pellice, de l'autre côté de la frontière. Des milices organisées font à plusieurs reprises, en 1690, 1691, 1692, des incursions meurtrières dans le Queyras et surtout dans le territoire de la commune d'Abriès : des hameaux isolés sont partiellement incendiés, des fermes sont pillées, du bétail est volé, des habitants sont tués. Ces drames expliquent peut-être que, si des protestants se sont courageusement maintenus à Arvieux, Molines et Saint-Véran, villages éloignés des frontières avec les vallées vaudoises, dans les villages de la vallée du Guil, Ristolas, Abriès, Aiguilles, Château-Queyras, ils se soient presque tous ralliés à la religion du Roi de France.
Pendant plus d'un siècle et demi, Abriès a été une paroisse catholique dynamique, influencée par le catholicisme de la Contre-Réforme et du Concile de Trente (1545-1563) et qui a fourni à l'Église de France, surtout pendant le XIXe siècle, un très grand nombre de prêtres et de religieuses, comme l'établit le curé Jacques Gondret dans ses Mémoires historiques du Queyras (3 volumes, 1858, manuscrit).
La commune d'Abriès a beaucoup souffert des guerres, indirectement ou directement. Entre 1914 et 1918, de nombreux habitants, versés dans les régiments de Chasseurs alpins et donc partant souvent à l'assaut des lignes allemandes, sont morts sur le Front. Le Queyras a perdu alors près de 5 % de sa population. La liste des noms de soldats d'Abriès, morts pour la France alors, est très longue : elle peut être consultée sur le monument aux morts qui se trouve devant le cimetière et près de l'église.
En juin 1940, au moment où l'Italie a déclaré la guerre à la France, les habitants ont été déplacés vers l'Ardèche. De très violents combats ont éclaté ; les troupes françaises ont pu repousser les envahisseurs italiens qui n'ont pas pu s’emparer du village, mais qui ont occupé les hameaux du Roux et de Valpreveyre, ainsi que la commune voisine de Ristolas. En août et septembre 1944, les Allemands, chargés de défendre les frontières de l’Italie du Nord et qui, pour cela, avaient installé une batterie de tir au col de la Mayt ont bombardé et détruit les trois quarts du hameau de Pra-Roubaud, la moitié du village du Roux. L'adroit d'Abriès, dont le fameux Grand Hôtel, a été incendié alors. Au cours de l'hiver 1944-45, ceux qui avaient tout perdu dans ces bombardements ont été contraints à un nouvel exode. D'abord nommé maire par les autorités préfectorales, puis élu et réélu aux élections municipales de 1947 et 1953, Pierre Bellon organise la reconstruction et la modernisation des habitations, ainsi que le remembrement des terres autour du village d'Abriès, qui retrouve ainsi une large part de sa population d'avant guerre.  
La commune a été décorée, le 22 mai 1950, de la Croix de guerre 1939-1945.
Comme les autres Queyrassins, les habitants d'Abriès ont quasiment tous reçu, et cela dès le milieu du XVe siècle, une instruction élémentaire. Des régents de village rémunérés par les communautés et les familles leur ont appris à lire, à écrire et à compter, savoir très utile dans les transactions commerciales. L'instruction se faisait à la mauvaise saison (de novembre à avril) dans une étable. Mme Rosenberg et d'autres historiens estiment qu'au XVIIIe siècle, plus de 90 % des habitants de la commune, hommes et femmes, étaient en mesure de signer de leur nom les actes notariés.
Abriès, comme beaucoup de villages du Queyras construits sur le cône de déjection d'un torrent (ainsi Ristolas, Aiguilles, Ville-Vieille), a été détruit en partie ou menacé par les crues du Bouchet. La plus grave s'est produite en 1728, le 20 mai, jour de la Saint-Bernardin. Les archives en font état et les érudits locaux, dont Jean Tivollier (Le Queyras, 2 volumes, Gap, 1939), qui ont lu ces archives, en décrivent les effets catastrophiques. C'est à la suite de cette crue et pour éviter que le torrent en crue ne détruise à nouveau des maisons dans le village qu'a été construite la haute digue de la rive gauche, laquelle est décrite dans l'Inventaire général du patrimoine de la France. Abriès est aussi protégé des crues du Guil par une très longue digue. D'autres crues, presque aussi graves que celle de 1728, se sont produites en 1948, 1957, 2000 et 2008.
Enfin, ce qui caractérise l'histoire d'Abriès, plus que celle des autres villages du Queyras, est la dramatique décroissance de la population en un siècle et demi. De 1806 à 1962, cette population est passée de plus de deux mille habitants à deux cents. Autrement dit, Abriès a perdu 90 % de sa population, alors que la dépopulation a été moindre dans les autres villages du Queyras : baisse de 50 à 60 % pendant la même période. Ce sont surtout les hameaux d'altitude qui se sont vidés en un demi-siècle, de 1850 à 1900, de toute population permanente et ont été transformés un temps en hameaux d'estive, puis laissés à l'abandon : autour d'Abriès, Malrif, le Tirail, Villard, le Cros, Patarel, le Petit Varenc, le Grand Varenc ; et autour du Roux d'Abriès, qui a été le siège d'une paroisse indépendante à partir du milieu du XVIIIe siècle, la Gasque, la Montette, Pra Roubaud, la Levée, les Granges, Valpreveyre, les Traverses et même le Roux, qui ne comptait plus que 8 habitants au début des années 1970.
Abriès est aussi le village du Queyras dont la population a le plus changé depuis 1970. Les anciens habitants, qui vivaient de l'élevage et un peu du tourisme, ont été remplacés par une nouvelle population, plutôt jeune, venant de grandes régions industrielles en crise, et qui tire ses revenus presque uniquement du tourisme d'hiver ou d'été.
Par un arrêté préfectoral du 19 octobre 2018, Abriès fusionne avec Ristolas pour former la commune nouvelle d'Abriès-Ristolas qui prend effet le 1er janvier 2019 .

### Héraldique
| Blason de Abriès | Blason  | D'or à un chamois de sable accompagné d'une fleur de lys d'azur en pointe. |
| Blason de Abriès | Détails | Le statut officiel du blason reste à déterminer.                           |

## Politique et administration

### Intercommunalité
Abriès fait partie : 
- de 2000 à 2017 de la communauté de communes du Queyras ;
- depuis le 1er janvier 2017, de la communauté de communes du Guillestrois et du Queyras.

### Liste des maires
| Période                                  | Période          | Identité           | Étiquette | Qualité           |
| ---------------------------------------- | ---------------- | ------------------ | --------- | ----------------- |
| 1983                                     | 1989             | René Vincent       |           |                   |
| 1989                                     | 1995             | Claude Wursteisen  | PCF       |                   |
| 1995                                     | 2001             | Jean Carre         |           |                   |
| 2001                                     | 2014             | Joëlle Ocana       |           |                   |
| avril 2014                               | 31 décembre 2018 | Jacques Bonnardel, | SE        | Chef d'entreprise |
| Les données manquantes sont à compléter. |                  |                    |           |                   |

### Tendances politiques et résultats
Le résultat de l'élection présidentielle de 2012 dans cette commune est le suivant :
| Candidat       | Candidat                    | Premier tour | Premier tour | Second tour | Second tour |
| Candidat       | Candidat                    | Voix         | %            | Voix        | %           |
| -------------- | --------------------------- | ------------ | ------------ | ----------- | ----------- |
|                | Eva Joly (EÉLV)             | 20           | 7,49         |             |             |
|                | Marine Le Pen (FN)          | 15           | 5,62         |             |             |
|                | Nicolas Sarkozy (UMP)       | 58           | 21,72        | 99          | 36,94       |
|                | Jean-Luc Mélenchon (FG)     | 81           | 30,34        |             |             |
|                | Philippe Poutou (NPA)       | 11           | 4,12         |             |             |
|                | Nathalie Arthaud (LO)       | 2            | 0,75         |             |             |
|                | Jacques Cheminade (SP)      | 1            | 0,37         |             |             |
|                | François Bayrou (MoDem)     | 20           | 7,49         |             |             |
|                | Nicolas Dupont-Aignan (DLR) | 3            | 1,12         |             |             |
|                | François Hollande (PS)      | 56           | 20,97        | 169         | 63,06       |
|                |                             |              |              |             |             |
| Inscrits       | Inscrits                    | 312          | 100,00       | 312         | 100,00      |
| Abstentions    | Abstentions                 | 39           | 12,50        | 32          | 10,26       |
| Votants        | Votants                     | 273          | 87,50        | 280         | 89,74       |
| Blancs et nuls | Blancs et nuls              | 6            | 2,20         | 12          | 4,29        |
| Exprimés       | Exprimés                    | 267          | 97,80        | 268         | 95,71       |

Le résultat de l'élection présidentielle de 2017 dans cette commune est le suivant :
| Candidat    | Candidat                    | Premier tour | Premier tour | Deuxième tour | Deuxième tour |  |
| Candidat    | Candidat                    | %            | Voix         | %             | Voix          |  |
| ----------- | --------------------------- | ------------ | ------------ | ------------- | ------------- |  |
|             | Nicolas Dupont-Aignan (DLF) | 3,88         | 9            |               |               |  |
|             | Marine Le Pen (FN)          | 10,34        | 24           | 18,95         | 36            |  |
|             | Emmanuel Macron (EM)        | 21,98        | 51           | 81,05         | 134           |  |
|             | Benoît Hamon (PS)           | 6,47         | 15           |               |               |  |
|             | Nathalie Arthaud (LO)       | 0,00         | 0            |               |               |  |
|             | Philippe Poutou (NPA)       | 2,59         | 6            |               |               |  |
|             | Jacques Cheminade (SP)      | 0,43         | 1            |               |               |  |
|             | Jean Lassalle (RES)         | 2,16         | 5            |               |               |  |
|             | Jean-Luc Mélenchon (LFI)    | 33,19        | 77           |               |               |  |
|             | François Asselineau (UPR)   | 0,86         | 2            |               |               |  |
|             | François Fillon (LR)        | 18,10        | 42           |               |               |  |
|             |                             |              |              |               |               |  |
| Inscrits    | Inscrits                    | 288          | 100,00       | 288           | 100,00        |  |
| Abstentions | Abstentions                 | 51           | 17,71        | 65            | 22,57         |  |
| Votants     | Votants                     | 237          | 82,29        | 223           | 77,43         |  |
| Blancs      | Blancs                      | 4            | 1,69         | 29            | 13,00         |  |
| Nuls        | Nuls                        | 1            | 0,42         | 4             | 1,79          |  |
| Exprimés    | Exprimés                    | 232          | 97,89        | 190           | 85,20         |  |

## Population et société

### Démographie
L'évolution du nombre d'habitants est connue à travers les recensements de la population effectués dans la commune depuis 1793. Pour les communes de moins de 10 000 habitants, une enquête de recensement portant sur toute la population est réalisée tous les cinq ans, les populations de référence des années intermédiaires étant quant à elles estimées par interpolation ou extrapolation. Pour la commune, le premier recensement exhaustif entrant dans le cadre du nouveau dispositif a été réalisé en 2004.

En 2016, la commune comptait 302 habitants, en évolution de −17,26 % par rapport à 2010 (Hautes-Alpes : +0,4 %, France hors Mayotte : +2,11 %).
| 1793  | 1800  | 1806  | 1821  | 1831  | 1836  | 1841  | 1846  | 1851  |
| ----- | ----- | ----- | ----- | ----- | ----- | ----- | ----- | ----- |
| 1 511 | 1 935 | 2 078 | 1 803 | 1 838 | 1 829 | 1 626 | 1 726 | 1 512 |

| 1856  | 1861  | 1866  | 1872  | 1876  | 1881 | 1886 | 1891 | 1896 |
| ----- | ----- | ----- | ----- | ----- | ---- | ---- | ---- | ---- |
| 1 528 | 1 346 | 1 202 | 1 204 | 1 125 | 910  | 841  | 748  | 696  |

| 1901 | 1906 | 1911 | 1921 | 1926 | 1931 | 1936 | 1946 | 1954 |
| ---- | ---- | ---- | ---- | ---- | ---- | ---- | ---- | ---- |
| 654  | 668  | 627  | 511  | 406  | 414  | 370  | 275  | 264  |

| 1962 | 1968 | 1975 | 1982 | 1990 | 1999 | 2004 | 2006 | 2009 |
| ---- | ---- | ---- | ---- | ---- | ---- | ---- | ---- | ---- |
| 205  | 195  | 207  | 271  | 297  | 354  | 378  | 382  | 367  |

| 2014 | 2016 | - | - | - | - | - | - | - |
| ---- | ---- | - | - | - | - | - | - | - |
| 311  | 302  | - | - | - | - | - | - | - |

### Pyramide des âges
| Hommes | Classe d’âge | Femmes |
| ------ | ------------ | ------ |
| 0,0    | Avant 1904   | 0,0    |
| 4,3    | 1905-1924    | 5,7    |
| 9,8    | 1925–1939    | 10,9   |
| 20,7   | 1940-1954    | 14,9   |
| 20,1   | 1955-1969    | 30,5   |
| 16,3   | 1970-1984    | 16,1   |
| 28,8   | 1985-1999    | 21,8   |

| Hommes | Classe d’âge | Femmes |
| ------ | ------------ | ------ |
| 0,1    | Avant 1904   | 0,3    |
| 7,1    | 1905-1924    | 10,6   |
| 14,5   | 1925–1939    | 15,2   |
| 19,4   | 1940-1954    | 18,6   |
| 22,8   | 1955-1969    | 22,3   |
| 18,1   | 1970-1984    | 16,1   |
| 18,1   | 1985-1999    | 16,9   |

## Enseignement

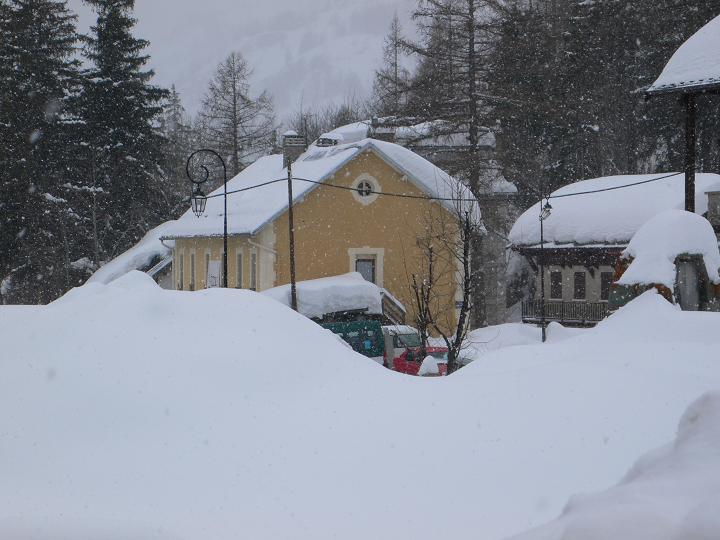
L'unique école d'Abriès, située à la sortie ouest de la commune.

La commune d'Abriès possède une seule école, une école primaire publique, construite en 1910. Son agrandissement fut nécessaire en 1982, en raison du nombre croissant d'élèves inscrits : un peu plus de 50 en 1982 contre une quinzaine auparavant. Cette augmentation est directement lié au tourisme. En effet, les jeunes du village n'ont pas quitté la commune et se sont mariés avec des jeunes filles venues de l'extérieur. L'instituteur assure les cours des élèves de 5 à 14 ans. Quelques cours de latin sont également assurés par le curé de la paroisse.
En 2009 est évoquée la fermeture d'une classe dans la commune. Néanmoins, les élus d'Abriès et des communes voisines, également concernés par cette fermeture, s'y opposent. Un regroupement avec l'école d'Aiguilles est envisagé.

## Sport
La pratique du ski freeride y est notamment réputée lors des importantes chute de neige par retour d'est. Le domaine comprend six remontées mécaniques dont un télésiège à attaches débrayables, trois téléskis à attaches débrayables dont le téléski de Ruibon le second plus long en exploitation en France, et un téléski à perches sur enrouleur déservant depuis 2024 le hameau du Roux et assurant le retour sur le domaine pour les skieurs venant des pistes et pentes de la vallée de Bouchet (hameau de Valpréveyre) ou des bois de la Brune.  
Les pistes sont exploitées par la régie syndicale des domaines alpins du Queyras qui regroupent les stations de la vallée du Queyras (Molines, Saint-Véran, Arvieux, Ceillac, Aiguilles) 

#### Bâtiments religieux

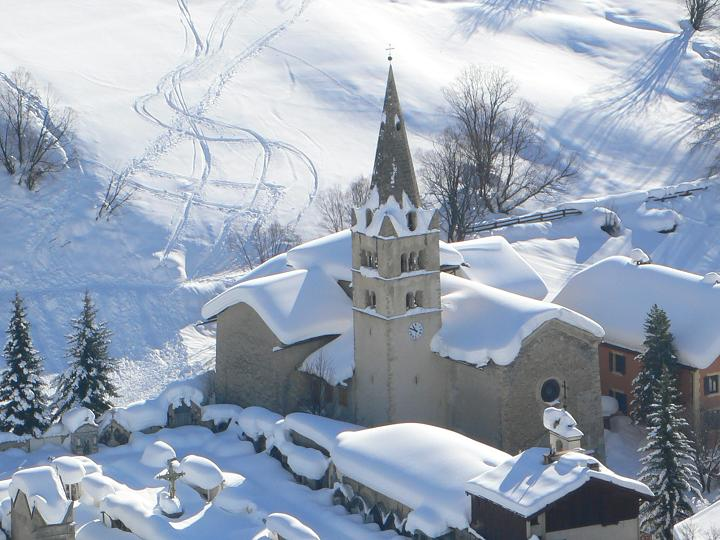
Église d'Abriès.

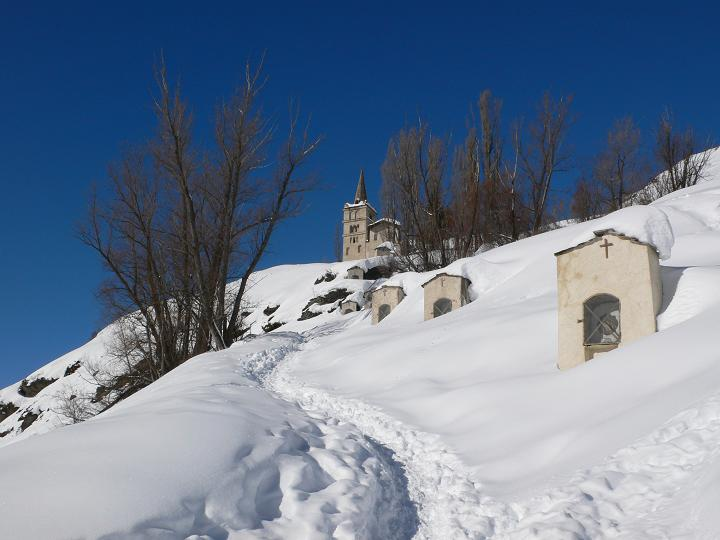
Le chemin de croix menant à Notre-Dame-des-Sept-Douleurs.

## Culture locale et patrimoine

### Monuments

#### Églises
- Église paroissiale Saint-Pierre-Saint-Paul-et-Saint-Antoine
- Église Saint-Jean-Baptiste

#### Chapelles
Les chapelles du village, les chapelles des hameaux, les oratoires, dont celui de Notre-Dame-des-Sept-Douleurs, comprennent tous un ou plusieurs tableaux et ex-voto et des statues.
- Chapelle Saint-Roch
- Chapelle Saint-Laurent
- Chapelle Notre-Dame-des-Sept-Douleurs
- Chapelle Saint-Bernardin
- Chapelle Saint-Jacques-le-Majeur
- Chapelle Notre-Dame-des-Neiges
- Chapelle Sainte-Marie-Madeleine
- Chapelle Sainte-Marguerite
- Chapelle Saint-Antoine-de-Padoue
- Chapelle Saint-Barthélemy
- Chapelle des Pénitents de la Présentation-de-Jésus-au-Temple

#### Oratoires
- Oratoire Notre-Dame-des-Douleurs

#### Autres
De nombreuses pierres écrites sont disséminées dans la commune. Une d'entre elles s'adresse au torrent Boucher, à la suite des inondations de 1759-1768, de la manière suivante : « Bovcher - Si mon pied ne s'ébranle pas - ma tête ne te craint pas - j'ai qatre toises sovs moy - je me mocqve de toy ».  Autre pierre écrite, datant de la seconde moitié du XVIIIe siècle, sertie dans la façade de l'ancienne maison de Richard-Calve : « qui se regarde bien se connait bien et qui se connait bien peu s'estime », signé de BRCFD (Blaise Richard Calve fils de Daniel).

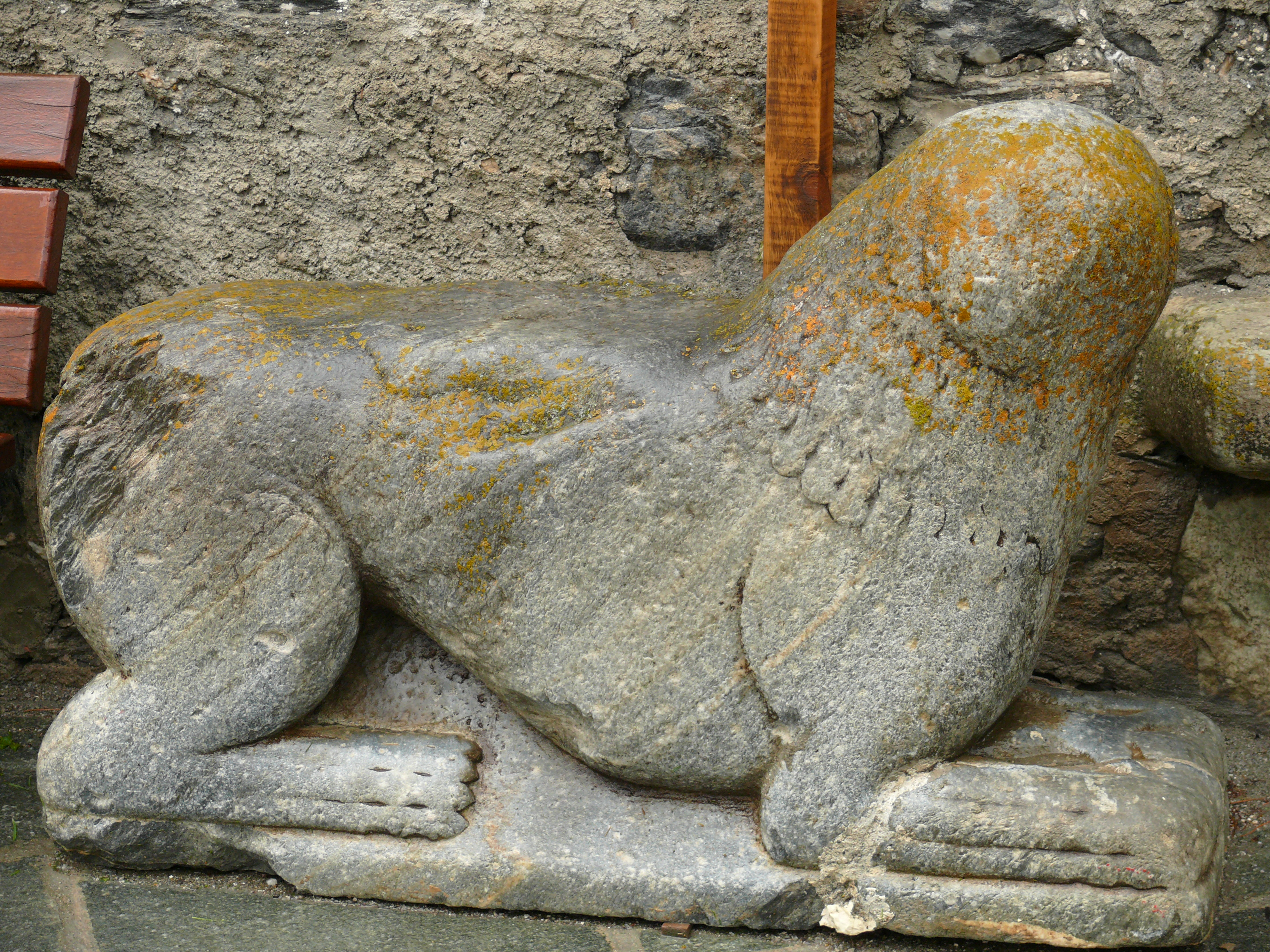
Un des lions de l'ancien porche de l'église.
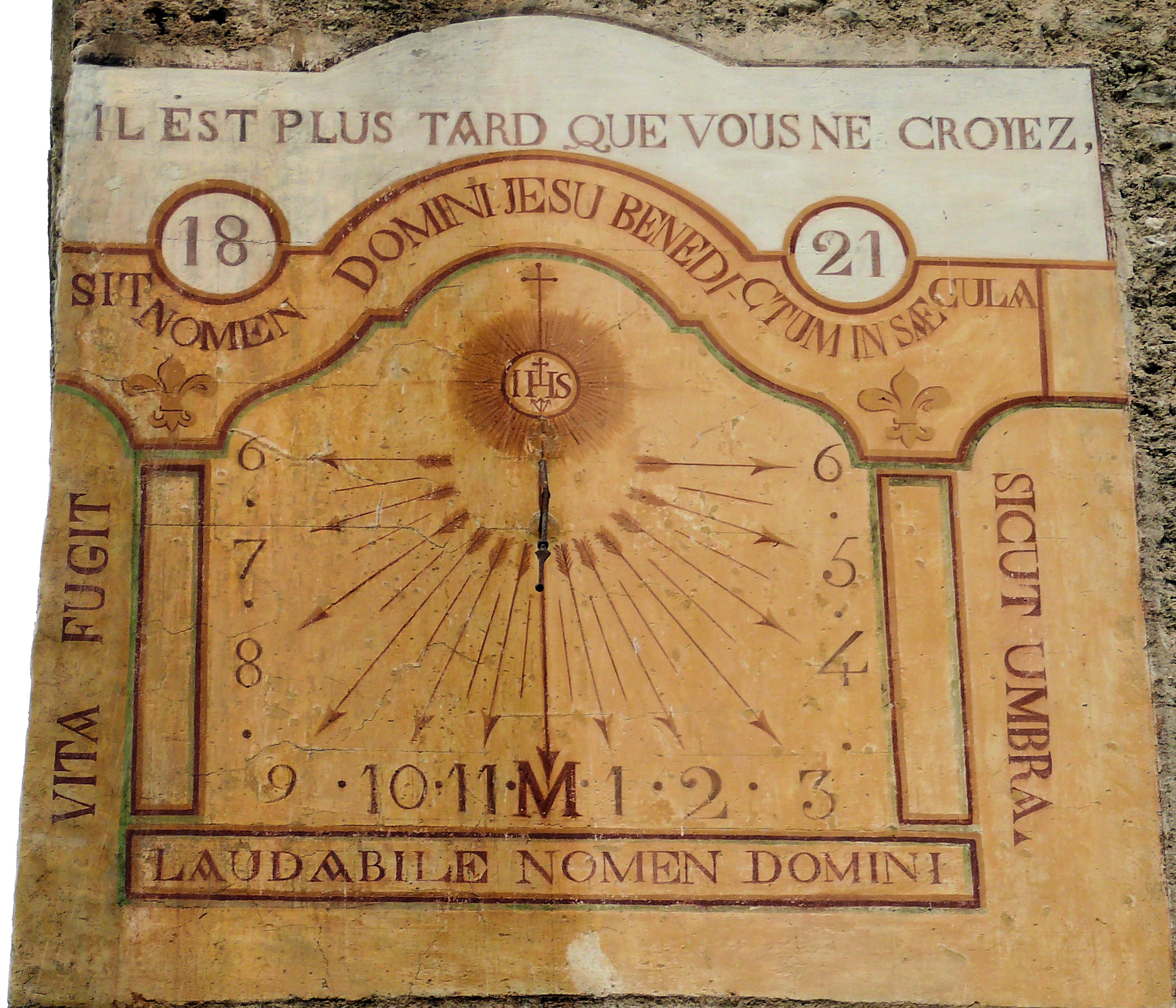
Cadran solaire de l'église.
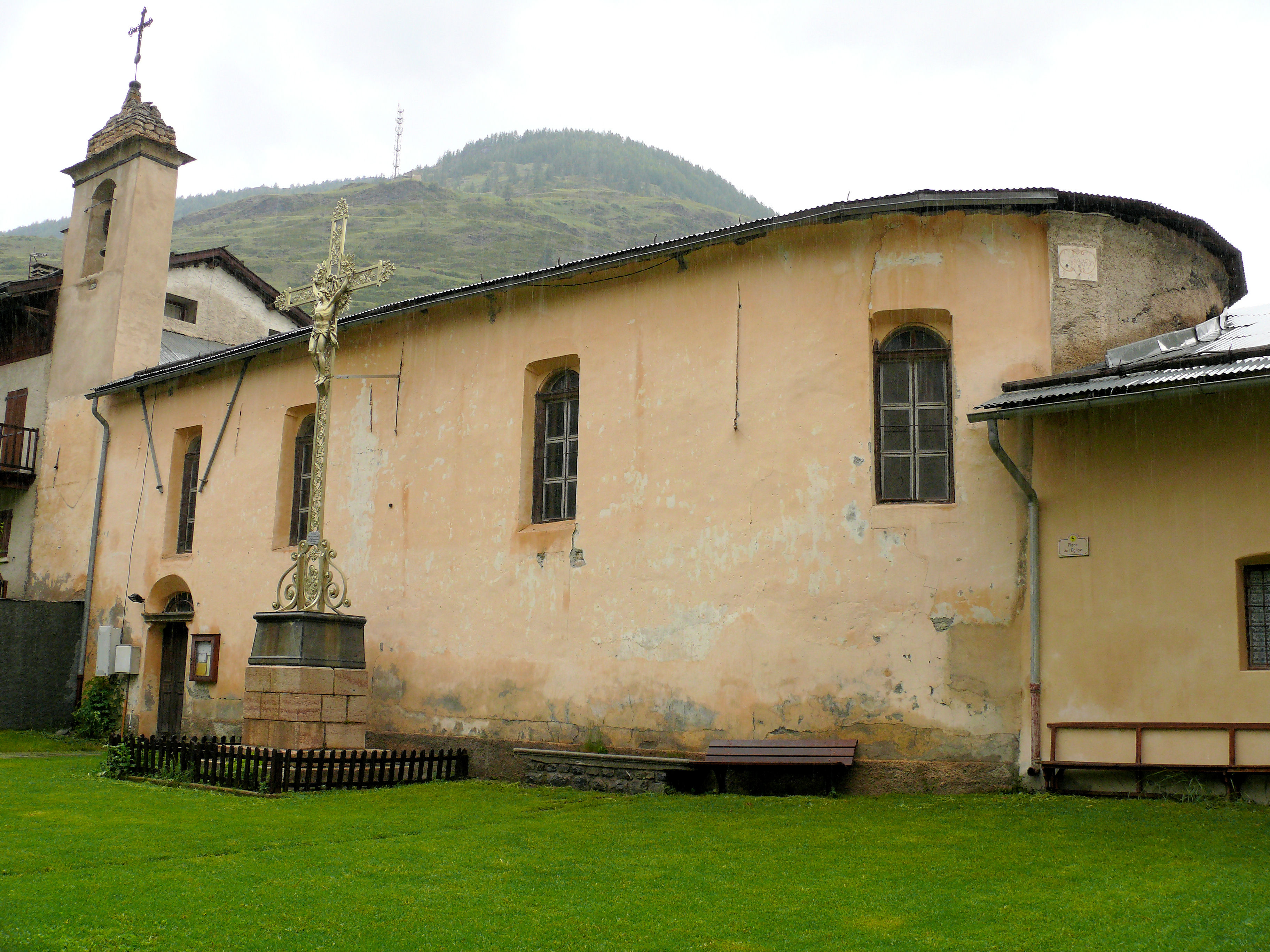
Chapelle des Pénitents à côté de l'église.
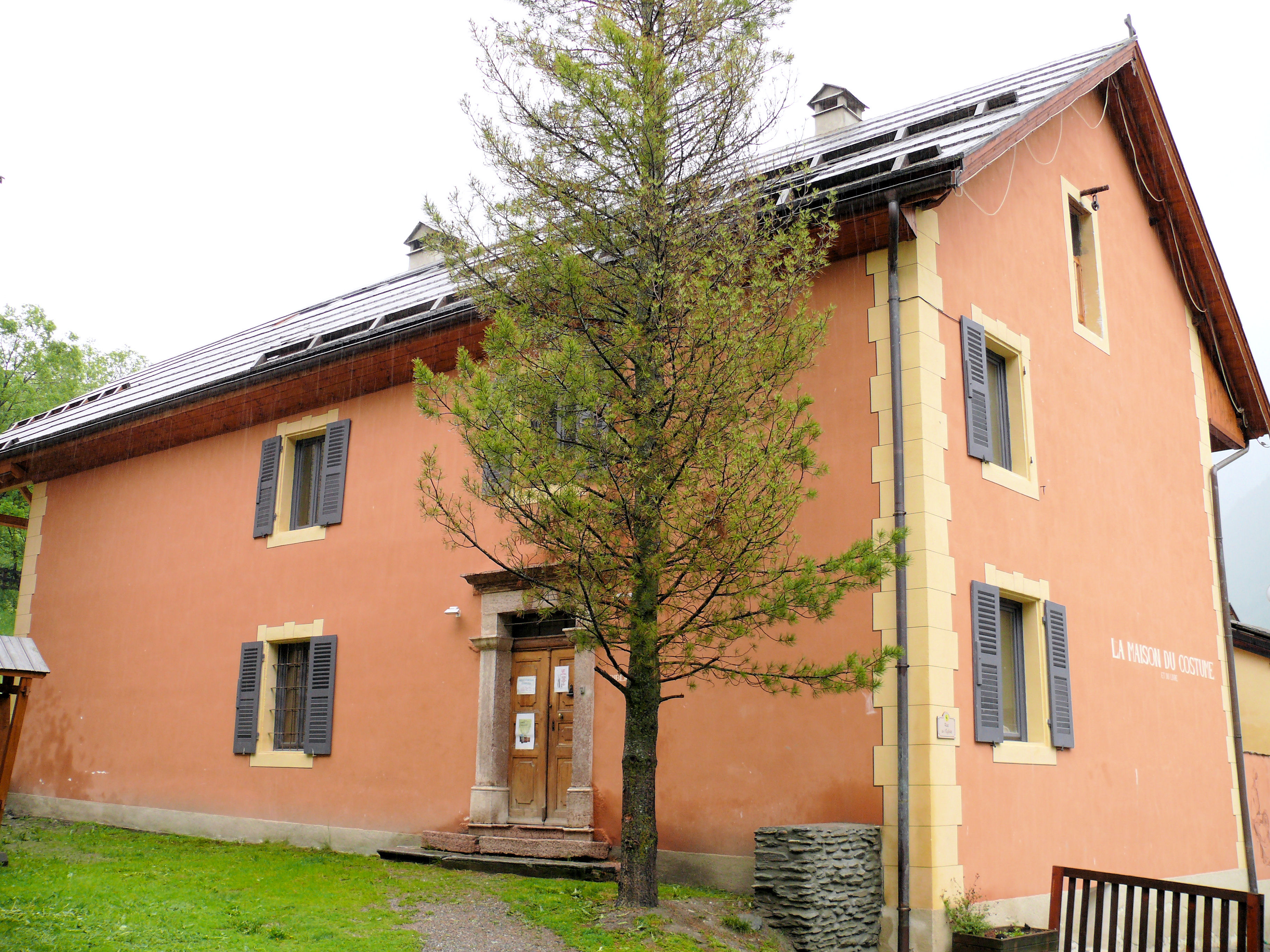
Le presbytère, Musée du costume.
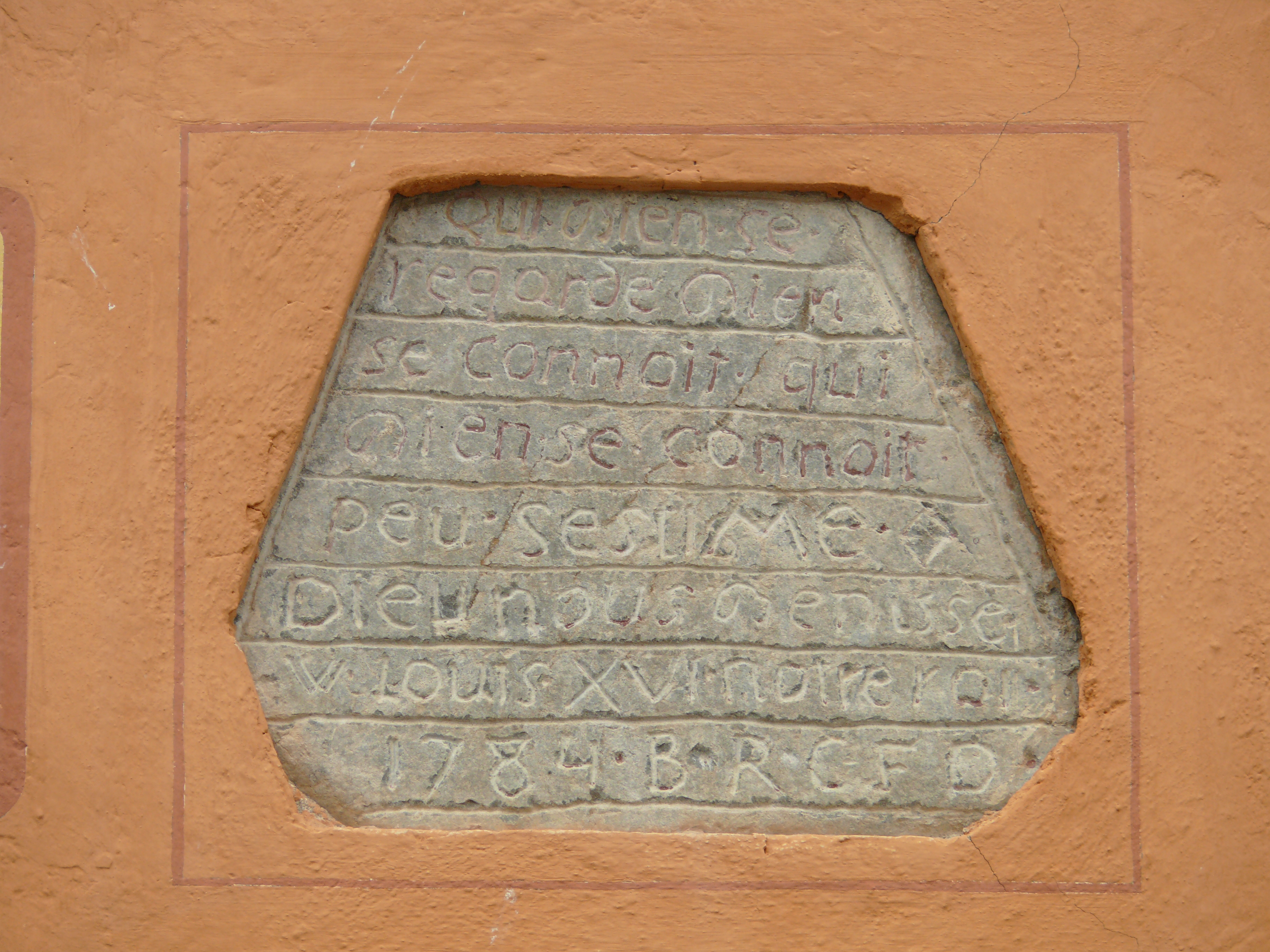
Plaque encastrée dans un mur.

#### Halles

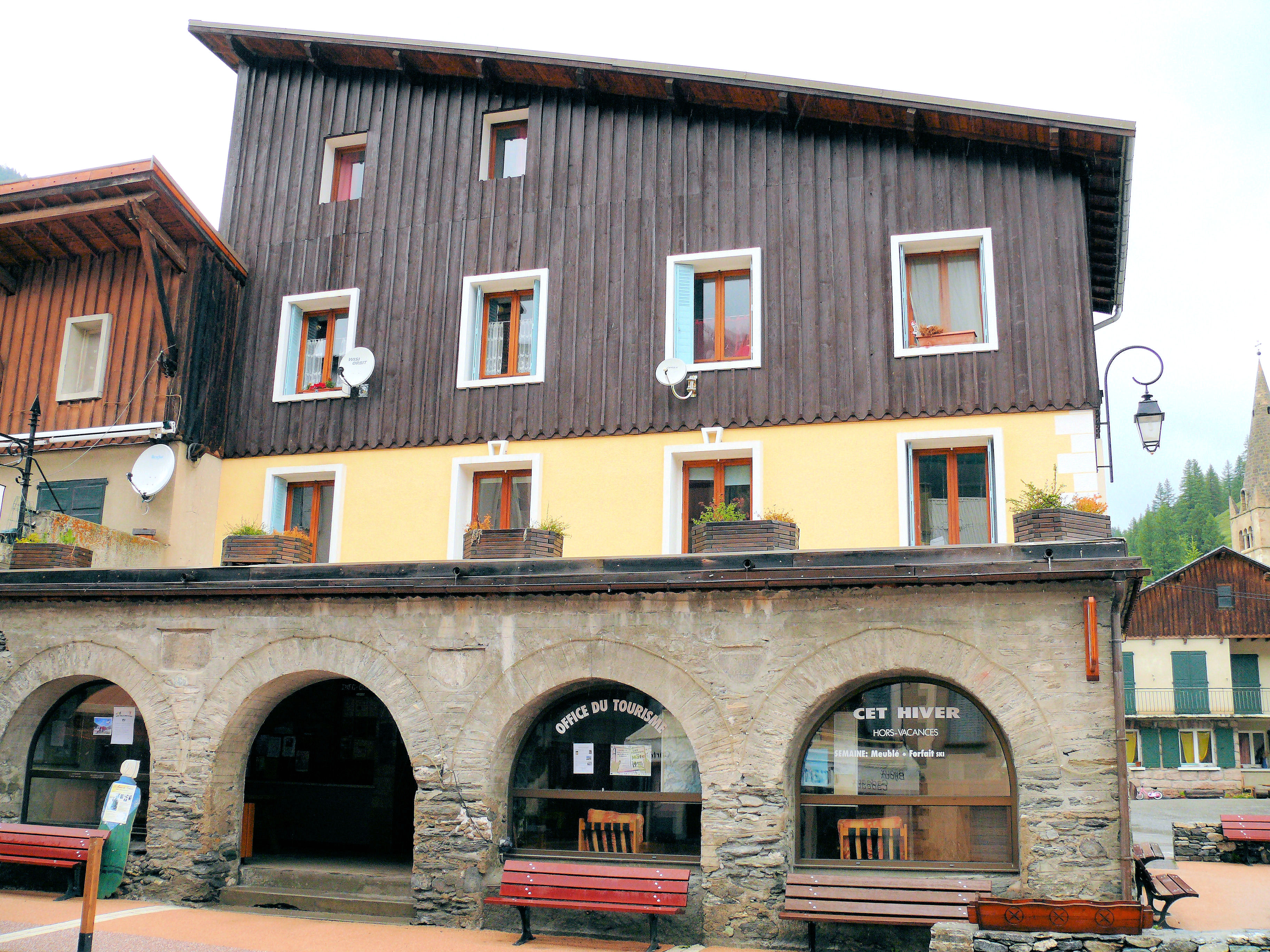
Ancienne halle, actuel office du tourisme et hôtel de ville.

Les Halles d'Abriès, construites à la fin du XVIe siècle (la halle porte la date de 1609), sont un des monuments les plus importants de la commune. Elles ont été inscrites à l'inventaire supplémentaire des Monuments historiques le 27 juin 1925.
Au milieu du XIIIe siècle, le Dauphin comte de Viennois, chef de l'État du Dauphiné, dont faisait partie le Queyras, a autorisé les gens d'Abriès à créer un marché hebdomadaire, pour concurrencer le marché de Luzerne, de l'autre côté de la frontière, autrefois possession des princes de Savoie. L'ancienne prospérité d'Abriès, dont témoignent l'importance de sa population (2 000 habitants en 1806), l'abondance des œuvres d'art qui ornent églises et chapelles, l'alphabétisation précoce de ses habitants (la communauté rémunérait un « régent » ou maître d'école dès le milieu du XVe siècle), était due au très important élevage ovin et à la transhumance inverse : les éleveurs quittaient Abriès en octobre, passaient les cols et allaient faire paître leurs troupeaux, jusqu'en avril, dans les vallées aujourd'hui italiennes, où ils vendaient, à Pâques, leurs agneaux et ils revenaient passer la fin du printemps et l'été à Abriès.
C'est pour développer le commerce des brebis, des agneaux et de la laine que les halles ont été construites. Elles accueillaient deux foires par an, le 29 mai et le 29 septembre. À la suite de l'augmentation des droits de douane, de la croissance de la population en Italie et de la raréfaction des pâturages disponibles, puis du développement d'un élevage ovin dans la plaine de la Crau, l'élevage ovin et le commerce des agneaux s'est affaibli, les éleveurs d'Abriès se tournant vers l'élevage bovin et la fabrication des fromages. Ces halles ont été partiellement détruites pour y établir la mairie, la Poste et l'Office du tourisme.
Les spécificités architecturales de la commune sont les grosses fermes de la « reconstruction » (1947-1953), qui ont remplacé des fermes détruites par les Allemands lors des combats de septembre 1944 à Pra Roubaud, au Roux et à Abriès même. Sous un même toit, on trouve les trois espaces habituels de la maison queyrassine : étable au sous-sol, à côté au rez-de-chaussée la cuisine et les chambres et tout au-dessus d'immenses granges. Ces fermes, faites d'imposants volumes et tout en lignes et en angles, ont été dessinées par des architectes qui ont imposé un style fonctionnel, l'essentiel, selon eux, étant d'adapter l'architecture des bâtiments aux fonctions qu'ils devaient remplir.

## Personnalités liées à la commune
- Famille Berthelot : au XVIIe siècle et jusqu'à la fin du XVIIIe siècle, divers membres de la famille Berthelot ont détenu la charge de notaire royal, puis celle de châtelain du Queyras, transmise de père en fils jusqu'à la Révolution, les cadets étant souvent à Abriès « vicaires forains » de l'évêque d'Embrun.
- Blaise Richard Calve (milieu du XVIIIe siècle-1818), issu d'une famille de marchands de laine, enrichie dans l'élevage ovin, et qui prêtait aussi à 5 %, contre hypothèques, d'importantes sommes d'argent. Il a épousé une fille Berthelot et, devenu veuf, il s'est remarié avec la fille d'un magistrat de Grenoble. En 1790, il est élu Président de l'Assemblée départementale des Hautes-Alpes, exerçant de fait pendant quelques années les responsabilités d'un préfet et d'un président de Conseil général ; et il a terminé sa brillante carrière comme juge de paix du canton d'Aiguilles.
- Chaffrey Martin (1813-1872), né à Abriès, a été professeur de philosophie et aumônier au collège de Gap. Écrivain religieux très fécond et prolifique, auteur d’une méthode d’enseignement de la prédication, de nombreux ouvrages (au moins 16) sur l'éloquence religieuse et l'art de composer les sermons. En 1857, il fonde le « Journal de la prédication populaire et contemporaine ».
- Pierre Bellon (1907-2001), commerçant natif du village, œuvra en tant que maire (1945-1959) à la complète reconstruction d'Abriès au lendemain des bombardements de la seconde guerre mondiale.
- Guillaume Héritier (1907-2003), fut le doyen et la mémoire d'Abriès.
- Famille Toy-Riont. Originaire du hameau de Pra-Roubaud, elle s'est enrichie à la fin du XIXe siècle dans le commerce de saindoux, fromages et salaisons à Marseille. Marius (1849-1898) fils de Jean 1840-1889)  a pris l'initiative avec des amis du Queyras de construire à la fin du XIXe siècle, un Grand Hôtel à Abriès, hôtel de luxe qui a été détruit, en septembre 1944, lorsque l'Adroit où il était situé a été incendié par les Allemands. Son fils, Maurice licencié en droit (1876-1950) reprendra les affaires de son père et s'intéressera à la margarine à partir de 1910, affaire qui fut développée et gérée par ses descendants jusqu'en 1988. Il sera décoré de la Croix de guerre lors de la Première Guerre mondiale. Également à côté de ses affaires il fut  élu conseiller général, député, puis sénateur des Hautes-Alpes. Il a présidé, pendant la Seconde Guerre mondiale, le conseil départemental des Hautes-Alpes.

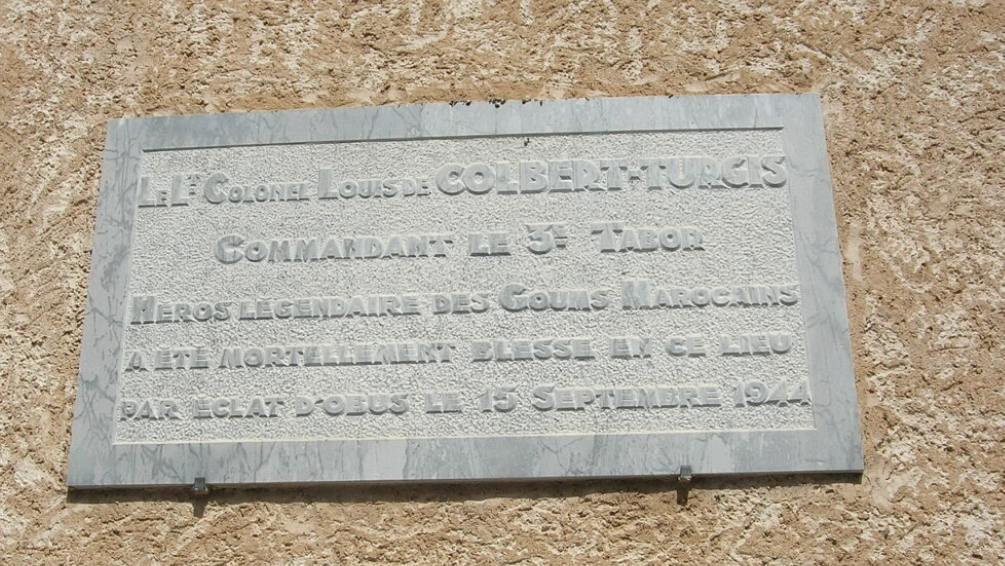
Plaque commémorative du lieutenant-colonel Louis de Colbert-Turgis (1900-1944) à Abriès.

- Louis de Colbert-Turgis (1900 Dôle-1944 Abriès), lieutenant-colonel, il commande le 3e tabor du 1er groupe de tabors marocains (1er GTM) du colonel Georges Leblanc en 1943-1944. « Héros légendaire des goums marocains », il est tué le 15 septembre 1944 dans le hameau de Roux-d'Abriès. Il est un neveu de Jean-Baptiste Colbert à la huitième génération. Une plaque commémorative a été inaugurée en son nom en juillet 1961 à l'initiative du général Augustin Guillaume ainsi qu'une avenue, l'avenue du Lieutenant-Colonel Colbert[21],[22].